# Arvid Posse
Arvid Rutger Posse (født 15. februar 1820 i Skåne, død 24. april 1901 i Stockholm) var en svensk greve og statsmand, der var Sveriges anden statsminister fra 1880 til 1883.

## Biografi
Posse tog 1840 juridisk eksamen, men forlod allerede 1849 embedsvejen og bosatte sig på Charlottenlunds slot vest for Ystad og helligende sig foruden  landbruget kommunale hverv. Sin politiske bane begyndte han som medlem af Adelsstanden på rigsdagene 1856—58. Han var på rigsdagen 1865—66 blandt modstanderne af forslaget til en repræsentationsreform; han mente, at landbrugsinteresserne ville blive alt for overmægtige, dersom reformen vedtoges. Da den blev vedtaget, blev Posse imidlertid allerede på rigsdagen 1867 den mest fremragende leder netop af det i den nye rigsdag fremtrædende Landtmannaparti: han var repræsentant i 2. kammer for Ljunits' og Herrestads Herreder 1867-81. 1876-80 var han 2. kammers formand. Han var den mest fremragende parlamentariske personlighed i Sverige og den mægtigste partileder. 19. april 1880 blev Posse statsminister efter ministeriet De Geer. December 1880-marts 1881 var han chef for Finansdepartementet. De vigtigste spørgsmål, hvis løsning ventedes af ministeriet Posse, var forsvarets organisation og i sammenhæng hermed grundskatterne og Indelningsverkets ophævelse. Spørgsmålenes løsnings forberedtes ved kancelliarbejde, og på rigsdagen 1883 fremsatte ministeriet sine forslag. Grundskatterne skulde efterhånden afskrives, og Indelningsverket skulle forsvinde; forsvaret skulle ordnes, så hæren skulle bestå af en gren, anskaffet ved hvervning, og værnepligtige. Ved behandlingen af forslaget viste det sig imidlertid, at Landtmannapartiet ikke længere fulgte sin tidligere leder, og at Posse overhovedet ikke kunde regne med det som med et parlamentarisk majoritetsparti. Da de store forslag faldt, fratrådte Posse 13. juni 1883. Han blev nu præsident i Kammerretten og forblev på denne post til oktober 1889. I Skåne beklædte Posse flere vigtige poster: i bestyrelsen for "Skånska hypoteksföreningen", i bestyrelsen for Höganäs stenkolsverk med mere, og hans virksomhed var af den største betydning for provinsens udvikling.